# Gonna Get This
"Gonna Get This" is een nummer van Hannah Montana en R&B-zanger Iyaz. Het liedje was als eerste te horen op 24 september 2010 op Radio Disney als promotie voor het laatste seizoen van de Disney-serie Hannah Montana.
Het liedje staat ook op de soundtrack van het laatste seizoen, Hannah Montana Forever, als vierde en laatste single.

## Achtergrond
"Gonna Get This" is geschreven door Niclas Molinder, Joacim Persson, Johan Alkenas en Drew Ryan Scott. Het kwam uit op 24 september 2010 op Radio Disney en op 5 oktober 2010 exclusief op iTunes.
Het liedje was ook te horen aan het einde van de aflevering "Hannah's Gonna Get This".

## Beoordeling
"Gonna Get This" was volgens Allmusic Guide een van de beste nummers van 2010.

## Hitnoteringen
Het lied debuteerde op nummer 36 in de Amerikaanse hitlijst van "Hot Digital Songs" in de week van 6 november 2010. In de "Billboard's Top 100" stond het lied op nummer 66. Op Radio Disney bereikte "Gonna Get This" de nummer 1.

## Muziekvideo
Bijna alle muziekvideo's van Hannah Montana werden opgenomen tijdens een concert, maar "Gonna Get This" niet. In de video is te zien hoe Cyrus (verkleed als Montana) en Iyaz het liedje opnemen in de studio. Alle clips in de video zijn van de aflevering "Hannah's Gonna Get This".

## Tracklist
- iTunes exclusieve single

1. "Gonna Get This" (albumversie) - 3:18

## Hitnotering
| Hitnotering (2010)            | Hoogste positie |
| ----------------------------- | --------------- |
| U.S Hot Digital Songs         | 36              |
| US Billboard Hot 100          | 66              |
| Radio Disney Top 30 Countdown | 1               |